# Trei grăsani
Trei grăsani (în rusă Три толстяка) este un roman fantastic sovietic sau basm revoluționar scris în 1924 de Iuri Oleșa (1899-1960), care a fost publicat prima dată în 1928.
A fost primul basm revoluționar din literatura sovietică. Reacția critică la început a fost variată. V. Boiceavski într-un articol „Cum nu ar trebui să fie poveștile pentru copii” a considerat romanul ca pe o prezentare „învelită în zahăr” a revoluției. Anatoli Lunacearski a văzut însă în ea „apologetica sinceră a intelectualității artistice care acceptă revoluția”.
Konstantin Stanislavki și Teatrul de Artă din Moscova au avut în premieră o versiune dramatică a poveștii în mai 1930. O versiune de balet cu muzică de V. Oranski a fost prezentată în 1935. De asemenea, a fost transformat într-o operă (compozitor Vladimir Rubin, 1956), un film fantastic în 1966 de Aleksei Batalov, filme de desene animate, diafilme, mai multe versiuni de benzi desenate, mai multe versiuni radio și un joc pe computer.
Romanul a fost tradus de Marian Iancu Nicolae și a apărut la Editura Tineretului în 1961 și republicat de Editura Ion Creangă în 1985 și 1987. La 30 mai 1992, Boris Petroff l-a adaptat radiofonic în limba română după o traducere de Sonia Filip, cu actorii Constantin Dinulescu (ca doctorul Gaspar), Alexandrina Halic (ca Suoc), Lili Nica Dumitrescu, Cristian Rotaru (ca Tutti), Valentin Teodosiu (generalul Bonaventura), Eugen Cristea (profesorul de dans Un-doi-trei), Stelian Nistor (Tibul Acrobatul), Mihai Niculescu (Prospero Armurierul), George Oprina (primul grăsan), Cicerone Ionescu (al doilea grăsan) și  Ion Gheorghe Arcudeanu  (al treilea grăsan) în rolurile principale.

## Rezumat
Evenimentele au loc într-o țară fără nume, aflată în pragul revoluției. Puterea în stat este deținută de trei grăsani, oligarhi bogați cu monopol asupra resurselor naturale ale statului. O îndelungată rezistență în industria de producere a berii este condusă de doi bărbați: Prospero Armurierul și Tibul Acrobatul. 
În timpul unei confruntări majore cu forțele guvernamentale, Prospero este capturat și este programat pentru execuție. Totuși, în același timp, paznicii dezertori distrug păpușa lui Tutti, moștenitorul desemnat al celor trei grăsani. Păpușa este o creație minunată, capabilă să cânte, să danseze și arată ca o fată adevărată, chiar și crește ca una. Cei trei grăsani îl cheamă pe un savant celebru, doctorul Gaspar Arnery, și îi ordonă să repare păpușa până a doua zi. Doctorul, fără cunoștința lor, este un simpatizant al rezistenței și l-a ajutat pe Tibul să scape de urmărirea armatei.
Gaspar încearcă să repare păpușa, dar își dă seama că este imposibil de reparat în mai puțin de trei zile. Din fericire, o întâlnește pe Suok, o fată tânără care arată exact ca păpușa stricată și o convinge să coopereze cu el. Ea reușește să obțină cheia cuștii lui Prospero de la Tutti. Când merge să-l elibereze în timpul nopții, ea are un dialog cu un alt prizonier, o creatură umanoidă acoperită cu blană. Deținutul o cheamă pe nume și îi dă un bilet înainte de a muri.
Suok îl eliberează pe Prospero, care reușește să fugă. De data aceasta, răscoala are succes. După ce se termină, Tutti și Suok apar în fața oamenilor și citesc nota dată de prizonier. A fost cândva un bărbat pe nume Toub, un mare savant care a făcut păpușa pentru Tutti la ordinul celor trei grăsani, pentru a-l înlocui pe Suok, care era sora lui geamănă. Suok a fost vândut circului. Apoi, cei trei grăsani i-au cerut să înlocuiască inima lui Tutti cu una de fier și, odată ce i-a refuzat, l-au închis în cușcă.

## Cuprins

### Partea I.Tibul - Dansatorul pe sârmă
- Capitolul I. O zi grea pentru doctorul Gaspar Arneri
- Capitolul II. Cele zece eșafoade
- Capitolul III. Piața Stelei

### Partea a II-a.Păpușa moștenitorului Tutti
- Capitolul IV. Neobișnuita întâmplare a unui vânzător de baloane
- Capitolul V. Negrul și căpățâna de varză
- Capitolul VI. Un fapt neprevăzut
- Capitolul VII. O noapte a ciudatei păpuși

### Partea a III-a.Suoc
- Capitolul VIII. Rolul dificil al micii actrițe
- Capitolul IX. Păpușa mâncăcioasă
- Capitolul X. Menajeria

### Partea a IV-a.Armurierul Prospero
- Capitolul XI. Devastarea cofetăriei
- Capitolul XII. Profesorul de dans Un-doi-trei
- Capitolul XIII. Izbânda